# Цьолек (Лодзинське воєводство)
Цьолек (пол. Ciołek) — село в Польщі, у гміні Стрикув Зґерського повіту Лодзинського воєводства.
Населення — 239 осіб (2011).

## Демографія
Демографічна структура станом на 31 березня 2011 року:
|          | Загалом | Допрацездатний вік | Працездатний вік | Постпрацездатний вік |
| -------- | ------- | ------------------ | ---------------- | -------------------- |
| Чоловіки | 116     | 26                 | 81               | 9                    |
| Жінки    | 123     | 31                 | 62               | 30                   |
| Разом    | 239     | 57                 | 143              | 39                   |